# Stelletta naseana
Stelletta naseana är en svampdjursart som beskrevs av Thiele 1898. Stelletta naseana ingår i släktet Stelletta och familjen Ancorinidae. Inga underarter finns listade i Catalogue of Life.